# 월드컵로 (수원시)
월드컵로(World Cup-ro)는 경기도 수원시 장안구 영화동 창훈사거리 에서 장안구 영통동 매원초교삼거리를 잇는도로이다.

## 주요 경유지
경기도
- 수원시 장안구 (영화동) - 팔달구 (연무동 . 우만동) - 영통구 (원천동)

## 노선
| 이름                 | 접속 노선                       | 소재지        | 소재지        | 소재지        | 비고          |
| 조원로와 직결        | 조원로와 직결                   | 조원로와 직결 | 조원로와 직결 | 조원로와 직결 | 조원로와 직결 |
| -------------------- | ------------------------------- | ------------- | ------------- | ------------- | ------------- |
| 창훈사거리           | 광교산로                        | 수원시        | 장안구        | 영화동        |               |
| 삼희교               |                                 | 수원시        | 장안구        | 영화동        |               |
| 퉁소바위사거리       | 국도 제43호선 (창룡대로)        | 수원시        | 장안구        | 연무동        |               |
| 보은삼거리           | 월드컵로366번길 월드컵로369번길 | 수원시        | 팔달구        | 우만동        |               |
| 동성중삼거리         | 팔달문로                        | 수원시        | 팔달구        | 우만동        |               |
| 효성사거리           | 광교로 권광로                   | 수원시        | 팔달구        | 우만동        |               |
| 아주대정문삼거리     | 아주로                          | 수원시        | 영통구        | 원천동        |               |
| 원천중삼거리         | 혜령로                          | 수원시        | 영통구        | 원천동        |               |
| 가람마을사거리       | 광교중앙로                      | 수원시        | 영통구        | 원천동        |               |
| 국토지리정보원삼거리 | 중부대로345번길                 | 수원시        | 영통구        | 원천동        |               |
| (이름없음)           | 광교호수로                      | 수원시        | 영통구        | 원천동        |               |

## 주요 건물및 시설
- 국토지리정보원 (월드컵로 92/원천동 111)
- 아주대학교병원 (월드컵로 164/원천동 산 26-6)
- 아주대학교 (월드컵로 206/원천동 산 5-1)
- 유신고등학교 (월드컵로 216/우만동 9-1)
- GS칼텍스 효현 아주주유소 (월드컵로 246/우만동22)
- 효성초등학교 (월드컵로 256/우만동 14-1)
- 동성중학교 (월드컵로 293/우만동 533)
- 수원월드컵경기장 (월드컵로 310/우만동 227)
- 수원우만1동 우편취급국 (월드컵로 361/우만동 480-35)
- CU 수원연무점 (월드컵로 379/우만동 466)